# Ahmed Younis
Ahmed Younis (tiếng Ả Rập: أحمد يونس; sinh ngày 10 tháng 2 năm 1991) là một cầu thủ bóng đá người Ai Cập hiện tại thi đấu ở vị trí trung vệ cho Câu lạc bộ Ai Cập Enppi.